# Georges Rodenbach
Georges Raymond Constantin Rodenbach (16 de julio de 1855 en Tournai, Bélgica - 25 de diciembre de 1898 en París) fue un poeta y novelista de simbolismo belga. Fue primo de Albrecht Rodenbach.

## Biografía
Rodenbach nació en Tournai (Región Valona) en una familia aristocrática de ascendencia alemana. Su padre era un funcionario del Ministerio del Interior, auditor de pesas y medidas; su abuelo paterno, un cirujano y diputado eminente, venerable de la logia masónica de Brujas "La Réunion des Amis du Nord", uno de los fundadores de la Bélgica moderna. Por su abuela paterna descendía del poeta romántico alemán Christoph Martin Wieland. 
Pasó su infancia en Gante, donde su familia se instaló en 1855. Y en esa misma ciudad destacó como alumno de su Facultad de Derecho y entabló una amistad con el poeta Émile Verhaeren. Fue enviado por su padre a perfeccionar sus estudios en París, pero allí frecuentó sobre todo los círculos literarios antes de volver e instalarse en Bruselas. Allí trabajó como abogado en el bufete de Edmond Picard y como periodista. En 1877 publicó su primera colección de versos, Le Foyer et les Champs. En 1878 pasó otra temporada en París, donde fue un asiduo del círculo de los Hidrópatas. Allí anudó sus primeras relaciones parisinas: Catulle Mendès, François Coppée, Maurice Barrès, Edmond de Goncourt, Joris Karl Huysmans... Amistades a las que frecuentará hasta el fin de sus días, si bien amista igualmente con numerosos pintores y escultores, defendiendo en especial en Le Figaro a Auguste Rodin.
Colabora en La Flandre Libérale y en el primer número de La Jeune Belgique. Publica La Mer élégante. En 1886, La Jeunesse blanche le consigue la celebridad no solo en Bélgica sino en Francia. Impetuoso animador de la revista La Jeune Belgique, de la cual es el escritor más dotado junto a su amigo de la infancia Émile Verhaeren, llega a organizar en Bélgica un ciclo de conferencias del escritor Villiers de l'Isle-Adam. Poco después de la muerte de este, invita a su amigo Stéphane Mallarmé, quien evoca a Villiers en los círculos literarios belgas. A través de diversas conferencias, Georges Rodenbach introduce igualmente el pensamiento pesimista de Arthur Schopenhauer, que va a impregnar una gran parte de su obra. Se instala definitivamente en París en 1888, y allí pasará su última década de vida; en ese mismo año desposa a Anna-Maria Urbain, originaria del Henao o Hainaut belga, y que será más tarde periodista en la Tribune de Ginebra. Albert Besnard les hace un retrato en 1897. Su único hijo, Constantin, será naturalizado francés. Rodenbach colabora en Le Figaro, donde publica Agonies de villes, serie de retratos consagrados en especial a Brujas, Saint-Malo y Gante. En esos últimos diez años de su vida es también corresponsal del Diario de Bruselas. 
Publicó ocho colecciones de poesía y cuatro novelas, además de cuentos, obras de teatro y críticas. Su experiencia en algunos pueblos flamencos son la principal inspiración de sus relatos y su novela más conocida y obra maestra es Brujas la Muerta (1892), notable por dos conceptos: es el arquetipo de la novela simbolista y es la primera obra de ficción ilustrada con fotografías. En esta obra se trata el tema del sosias, aunque la protagonista es la propia ciudad y su objetivo es evocarla como si fuese un ser vivo, asociada a las vivencias espirituales; aconsejando, disuadiendo o impidiendo la acción. Esta obra dio lugar a la ópera de Erich Korngold La ciudad muerta, estrenada en 1920. Sobre esta novela, en 1956, el director cinematográfico argentino Hugo del Carril filmó la película Más allá del olvido.

## Obras

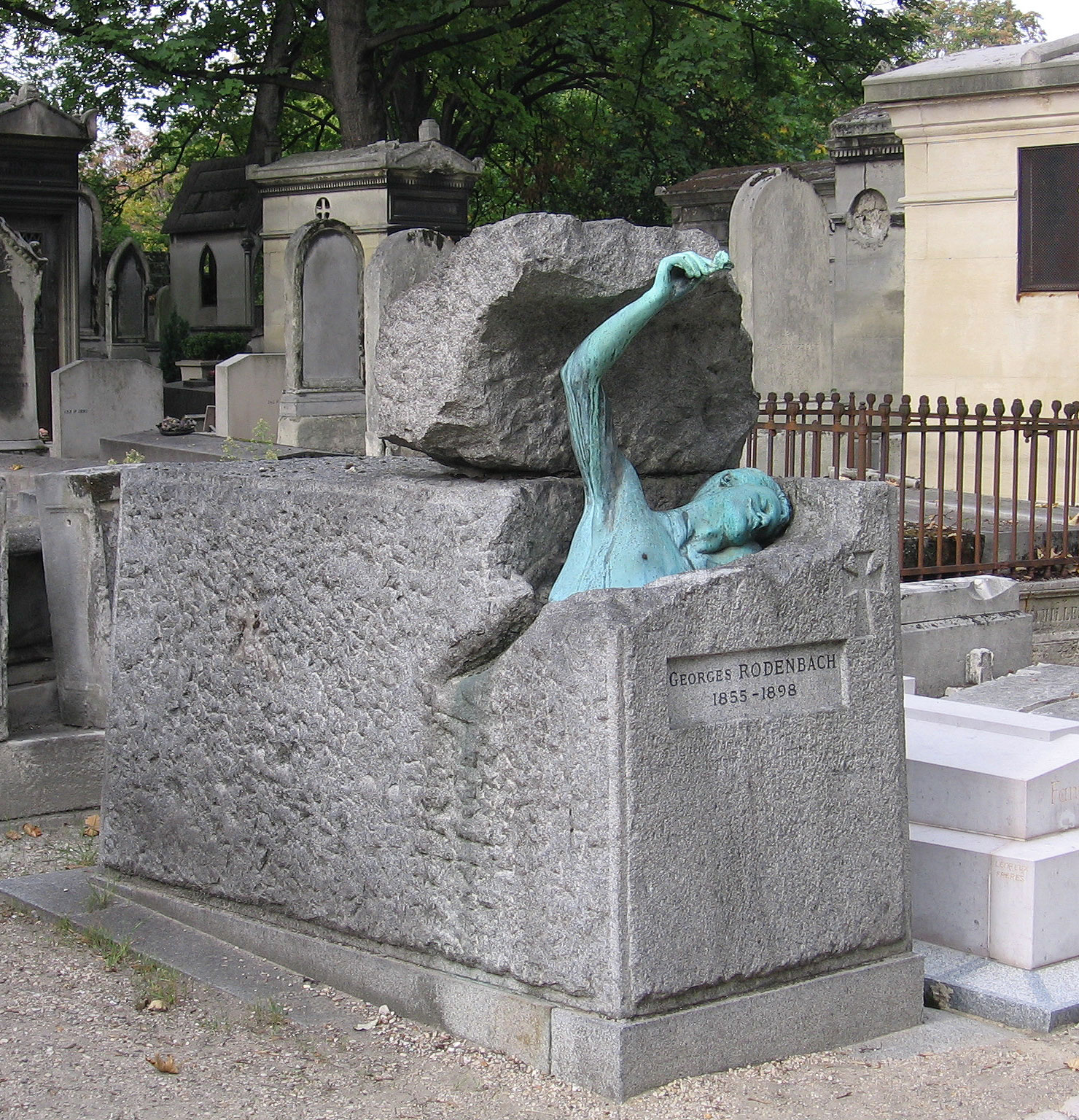
Tumba de Georges Rodenbach, en el Cementerio del Père-Lachaise.

- Le Foyer et les Champs (1877), poema
- Les Tristesses (1879), poema
- La Belgique 1830-1880 (1880), poema
- La Mer élégante (1881), poema
- L'Hiver mondain (1884)
- Vers d'amour (1884)
- La Jeunesse blanche (1886), poema
- Du Silence (1888)
- L'Art en exil (1889)
- Bruges-la-Morte (1892) (Brujas la Muerta, Tr. Fruela Fernández, Vaso Roto, 2011)
- Le Voyage dans les yeux (1893)
- Le Voile, drama
- L'Agonie du soleil (1894)
- Musée de béguines (1894)
- Le Tombeau de Baudelaire (1894)
- La Vocation (1895)
- A propos de "Manette Salomon". L'Œuvre des Goncourt (1896)
- Les Tombeaux (1896)
- Les Vierges (1896)
- Les Vies encloses (1896), poema
- Le Carillonneur (1897)
- Agonies de villes (1897)
- Le Miroir du ciel natal (1898)
- Le Mirage (1900)